# エミール・シャンピオン
エミール・シャンピオン（Émile Champion、1879年12月7日 - 1920年）は、フランスの陸上競技選手。1900年パリオリンピックの銀メダリストである。

## 経歴
シャンピオンは、20歳でパリオリンピックのマラソンに出場しているが、これ以前の経歴は一切不明である。シャンピオンの兄が、1898年にパリとコンフラン・サント・オノリーヌ間の40kmのマラソンで優勝していることから、パリオリンピックのマラソンの優勝候補だったと間違えられて紹介されている事もある。
1900年パリオリンピックのマラソンは、7月19日に、最高気温が39度にも達するという酷暑の中で行われた。レースは、シャンピオンと同じく無名のミシェル・テアトが優勝。シャンピオンは常にトップ争いに絡んでいたとされるが、約4分差で2位となった。オリンピックで銀メダルを獲得したシャンピオンは、この後どのようなレースに出場したのか不明である。